# Sommer-Paralympics 2012/Teilnehmer (Bulgarien)
| stlisierte Goldmedaille | stlisierte Silbermedaille | stlisierte Bronzemedaille |
| ----------------------- | ------------------------- | ------------------------- |
| —                       | 2                         | 1                         |

Bulgarien entsandte zu den Paralympischen Sommerspielen 2012 in London eine aus acht Sportlern bestehende Mannschaft – jeweils vier Frauen und vier Männer.

## Teilnehmer nach Sportart

### Judo
Frauen:
- Iwomira Michajlowa

### Leichtathletik
Frauen:
- Stela Enewa
- Isanka Kolewa
- Daniela Todorowa

Männer:
- Detschko Owtscharow
- Ruschdi Ruschdi
- Mustafa Juseinow
- Radoslaw Slatanow